# Amorphochilus schnablii
Amorphochilus schnablii је сисар из реда слепих мишева (Chiroptera) и фамилије Furipteridae. 

## Угроженост
Ова врста се сматра угроженом.

## Распрострањење
Присутна је у следећим државама: Еквадор, Перу и Чиле.

## Станиште
Станиште врсте су шуме, пећине и напуштене зграде.